# Europsko prvenstvo gluhih u rukometu 1995.
Europsko prvenstvo gluhih u rukometu 1995. godine bilo je 6. europsko prvenstvo u športu rukometu za gluhe osobe.
Održalo se je od 10. do 16. travnja 1995. godine na Islandu u Reykjaviku.

## Sudionici
Natjecale su se ove reprezentacije: Italija, Njemačka, Hrvatska, Island, Švedska i Danska.

## Završni poredak
Završni poredak.
| Momčadi |          |
| Zlato   | Italija  |
| Srebro  | Njemačka |
| Bronca  | Hrvatska |
| 4.      |          |
| 5.      |          |
| 6.      |          |

| Europski prvaci 1995. |
| --------------------- |
| Italija Prvi naslov   |